# ادوین فریمن
ادوین فریمن (انگلیسی: Edwin Freeman؛ 5 June 1886 – ۱۹۴۵ (۵۸−۵۹ سال)) بازیکن فوتبال اهل بریتانیا بود.
از باشگاه‌هایی که در آن بازی کرده‌است می‌توان به باشگاه فوتبال استوک سیتی اشاره کرد.